# Stowarzyszenie Kolejowych Przewozów Lokalnych
Die Stowarzyszenie Kolejowych Przewozów Lokalnych (SKPL; deutsch Vereinigung von Lokalbahnbetrieben) ist Betriebsführerin einiger polnischer Schmalspurbahnen.

## Geschichte
Im Herbst 2001 wurde auf sämtlichen bis dahin verbliebenen Schmalspurbahnen der Polnischen Staatsbahnen (PKP) der Betrieb eingestellt. Die SKPL wurde 2002 in Kalisz gegründet, um den Betrieb auf einigen dieser Bahnen wieder aufzunehmen. Die SKPL tritt dabei nur als Betriebsführer auf, die Strecken sind zuvor von der Immobilienverwaltung der PKP an die Kommunen übergeben worden.
Am 4. Februar 2002 wurde auf der Śmigielska Kolej Dojazdowa und am 31. Oktober 2002 auf kurzen Teilstrecken der Krośniewicka Kolej Dojazdowa der Personenverkehr wieder aufgenommen. Hauptbetätigungsfeld ist aber der Güterverkehr, insbesondere auf der Kaliska Kolej Dojazdowa. Auf Teilstrecken wird im Sommer regelmäßiger Touristenverkehr angeboten.
2006 wurde die Betriebsführung der Mławska Kolej Dojazdowa übernommen. Am 18. September 2006 wurde der planmäßige Personenverkehr auf der Reststrecke der Krotoszyńska Kolej Dojazdowa zwischen der Stadt Pleszew und dem Normalspurbahnhof in Kowalew aufgenommen.
Zum 31. März 2008 wurde der SKPL die Betriebsführung der Krośniewicka Kolej Dojazdowa von der Gmina Krośniewice entzogen. Ebenfalls 2008 endete die Betriebsführung auf der Mławska Kolej Dojazdowa.
Bemühungen zur Übernahme der Betriebsführung der Koszalinska Kolej Dojazdowa waren vergeblich, ebenso kam die beabsichtigte Betriebsaufnahme auf der Normalspurstrecke Ostrzeszów–Namysłaki bisher nicht zustande.

## Von der SKPL betriebene Bahnen
Die SKPL hat auf folgenden Strecken die Betriebsführung, wobei nicht auf allen Strecken regelmäßiger Verkehr ist und in Einzelfällen Streckenabschnitte nicht befahrbar sind:
Kaliska Kolej Dojazdowa, Zbiersk
- Opatówek–Żelazków–Zbiersk–Turek
- Żelazków–Russów

Krotoszyńska Kolej Dojazdowa, Pleszew
- Pleszew–Pleszew Miasto

Nałęczowska Kolej Dojazdowa, Karczmiska
- Nałęczów–Karczmiska–Rozalin–Opole
- Karczmiska–Wilków
- Rozalin–Poniatowa

Przeworska Kolej Dojazdowa, Przeworsk
- Przeworsk–Kańczuga–Jawornik–Dynów

Śmigielska Kolej Dojazdowa, Śmigiel
- Stare Bojanowo–Śmigiel–Wilkowo Polskie–Wielichowo